# Johanna Wiegandt
 Johanna Wiegandt (* 18. April 1893 in Dresden; † 29. September 1967 ebenda) war eine deutsche Mathematikerin. Sie war die erste Frau, die an einer deutschen Technischen Hochschule mit einer mathematischen Dissertation promovierte.

## Leben
Sie begann ihr Studium in Mathematik und Physik im Sommersemester 1914 an der Technischen Hochschule Dresden. Das Wintersemester 1917/18 absolvierte sie in Göttingen und das Sommersemester 1918 in Heidelberg. Anschließend wechselte sie zurück an die Technische Hochschule Dresden. Im April 1919 legte sie die Prüfung für das höhere Schulamt ab. Am 2. Dezember 1919 wurde sie mit der Arbeit Über den Zusammenhang zwischen ähnlich-veränderlichen und starren Systemen unter Martin Krause promoviert. Damit erwarb sie als erste Frau den akademischen Titel Dr. rer. techn. an der Technischen Hochschule Dresden. Ab April 1921 unterrichtete Johanna Wiegandt. 1926 wurde sie zur Studienrätin ernannt. Sie blieb bis zum Renteneintritt 1956 Lehrerin an Dresdner Schulen. Nach dem Schuldienst arbeitete sie von 1956 bis 1967 freiberuflich als Dozentin für höhere Mathematik im Fernstudium der Technischen Universität.

## Veröffentlichung
- Über den Zusammenhang zwischen ähnlich-veränderlichen und starren Systemen Borna-Leipzig : Noske, 1920 Dresden, Techn. Hochsch., Diss., 1920